# Vapensmeden
Vapensmeden. Hägringar från reformationstiden är en historisk roman av Viktor Rydberg, utgiven 1891. Romanen är utarbetad på mycket kort tid efter Rydbergs tillfrisknande från en längre tids sjukdom; han började skriva boken på våren 1891, och den gavs ut på hösten samma år. Det blev Rydbergs sista roman.

## Handling
Den är en historisk berättelse som utspelar sig i Jönköping. Rydberg låter mot bakgrunden av historiska tilldragelser sin fantasi leka fram poetiska tavlor, samtidigt som romanen är en stridsskrift mot intolerans och fanatism och för humanitet. Rydberg har i verket inte fäst någon större vikt vid att undvika anakronismer, vilket visas av ett citat ur ett brev från författaren till en person som påpekat en felaktighet i boken:
| ” | Jag skref Vapensmeden under några lyckliga sommarveckor i flygande hast och i icke förverkligad afsikt att rätta kronologiska oegentligheter i alstret. Jag kom icke ens att gifva titelbladet dess rätta lydelse, den som det har i den danska öfversättningen: Vapensmeden. Fantasier på bakgrund af Reformationstiden. En prosadikt. | „ |

De danska och nederländska utgåvorna från 1892 respektive 1893 hade bägge två motsvarande undertitlar.

## Tematik
Oscar Levertin såg i Diktare och drömmare (1898) Vapensmeden tillsammans med Den siste athenaren som Rydbergs två tendensromaner. Båda, menar Levertin, tematiserar humanitetens kamp mot dogmatiken. Den djupa, litet stränga Krysanteus från antikens Aten har dock bytts ut mot den germanska skulptören mäster Gudmund från renässansens gryning. Enligt Levertin "förkroppsligar mäster Gudmund den katolicism, hvilken genomträngd af medeltidskultur och medeltidskonst utdanat ett ideal af human religiositet", medan hans son tillika motståndare, den lutherske banérföraren Lars, förkroppsligar "en typ af maktsjuka, skönhetsfientlighet och fördragsamhet, på hvilken Rydberg samvetsgrant samlat alla reformationens skuggsidor. Även om det framställs som en kamp mellan katolicismen och lutherdomen menar Levertin att det snarare, liksom i Den siste athenaren, ska förstås som konflikten mellan humanitet och dogmatik.
Litteraturvetaren Andreas Hedberg ser i sin avhandling de idéer som Rydberg för fram som upplysningskritiska, medan Gösta Löwendahl beskriver de idéer som förs fram i romanen som konservativa. Även om idéerna som förs fram inte vänder sig emot modernismen och moderniseringsprocesserna förespråkas en alternativ modernitet. Här menar Hedberg att det finns likheter med Arts and Crafts-rörelsen, och inte minst med författare som William Morris (och exempelvis verket Nytt från en ny värld, 1892) eller en filosof som Johann Gottfried Herder.

## Utgivning
Romanen blev tidigt populär, och 1900 trycktes en tredje utgåva i 5 000 exemplar. 1905 trycktes en fjärde utgåva, även den i 5 000 exemplar. Medan romaner som Den siste athenaren och De vandrande djäknarne under första halvan av nittonhundratalet dalade i popularitet fortsatte Vapensmeden – jämte Singoalla – att tryckas, distribueras och läsas. Mellan 1896 och 1903 trycktes Rydbergs romaner i totalt 185 utgåvor, och av dessa stod Vapensmeden för 46 stycken (eller 25 procent). Romanen, som har tryckts i alla skriftserier, var dominerande fram till andra världskriget, och fram till 1937 hade romanen tryckts i 147 150 exemplar. Vapensmeden trycktes återkommande fram till 1984, då den trycktes för senaste gången. Efter andra världskriget framstår romanen, efter Singoalla, som Rydbergs mest livskraftiga roman. Singoalla har dock getts ut på 17 förlag, jämfört med 3 för Vapensmeden.

## Dikter
I romanen förekommer ett antal versifierade dikter som senare även har publicerats på annan plats, bland annat "Betlehems stjärna", som tonsatts av bland andra Alice Tegnér och blivit en känd julsång.